# تاپ-آو-د-ورلد (آریزونا)
تاپ-آو-د-ورلد (به انگلیسی: Top-of-the-World) یک منطقهٔ مسکونی در ایالات متحده آمریکا است که در آریزونا واقع شده‌است. تاپ-آو-د-ورلد ۱۵٫۷۰ کیلومتر مربع مساحت و ۱٬۳۸۰ نفر جمعیت دارد و ۱٬۳۸۰ متر بالاتر از سطح دریا واقع شده‌است.